# Fuente web

Icono habitual

Una fuente web o canal web (en inglés web feed) es un medio de redifusión de contenido web  que tuvo un gran auge en la primera década de los 2000. Se utilizaba para suministrar información actualizada frecuentemente a sus suscriptores. En su jerga, cuando una página web redifunde su contenido mediante una fuente web, los internautas pueden "suscribirse" a ella para estar informados de sus novedades. Los interesados pueden usar un programa "agregador" para acceder a sus fuentes suscritas desde un mismo lugar.
Son muy utilizados en los blogs o bitácoras de Internet, así como en prensa electrónica. Cada día hay más medios que utilizan este sistema de redifusión web. La gran difusión de este tipo de servicio web ha estimulado el interés en otros sectores que comienzan a ver en las fuentes web una forma efectiva de difundir y compartir información empresarial.

## Formatos
Existen dos principales formatos de fuente web: RSS y Atom. Ambos formatos están escritos en lenguaje XML.

## Término
Una cantidad considerable de páginas web siguen utilizando el término inglés web feed, que significa literalmente "alimento de red". Sin embargo, cuando Microsoft lanzó el navegador Internet Explorer 7 propuso el término "fuente web" o "fuente RSS" como alternativa a ese extranjerismo.
La utilización de la palabra "fuente" se fundamenta en que siempre ha sido usada por periodistas y otros comunicadores para referirse al proveedor de una información. Además, otra acepción de la palabra "fuente" es parecida al término inglés "feed": Plato grande, más o menos hondo, que se usa para servir los alimentos. Cantidad de comida que cabe en este plato.
Actualmente (octubre de 2008), más de un millón de páginas hispanas usan la palabra "fuente" para referirse a ellos y más de tres millones usan la palabra "canal".

### Confusión de términos "fuente web" y "RSS"
Comúnmente el término RSS es usado erróneamente para referirse a fuente web, independientemente de que el formato de dicha fuente sea RSS o no.
Fuente web se refiere al medio de redifusión web, mientras que RSS se refiere al formato de dicha fuente web. Originalmente el único formato de fuente web era RSS, así que se usaban de manera indistinta ambos términos. Sin embargo, actualmente el formato Atom es otro formato popular de fuente web.

## Contenido
Las fuentes web contienen una lista de las últimas actualizaciones, llamadas entradas ("<item>" en XML) y cada una de ellas deben tener un título, un enlace para ampliar información, descripción con un resumen del contenido entrada (a veces la entrada entera) y la fecha de publicación.

## Beneficios
- Mantenerse al día con respecto a información deseada puede llegar a ser difícil. Mediante las fuentes web se pueden obtener las últimas noticias al respecto en cuanto ésta sea actualizada, sin la necesidad de ir buscando de sitio en sitio.
- Gran ahorro de tiempo para los visitantes ya que es posible acceder rápidamente a todos los contenidos nuevos publicados en varios sitios, sin tener que visitarlos uno por uno.
- Búsqueda de titulares de distintos sitios en un solo lugar.
- A diferencia de las notificaciones vía correo electrónico, mediante las fuentes web no existen direcciones electrónicas involucradas; así se evita publicidad, spam, virus, etc.
- Se puede cancelar la suscripción a una fuente web sin necesidad de aviso.

## Cómo usarlos
Aunque el documento de la fuente web se puede abrir directamente en los navegadores modernos, la forma más eficiente es utilizar un agregador que es una herramienta parecida a un programa de correo electrónico. Parecido a recibir un correo electrónico cada ocasión en que alguna de las suscripciones haya sido actualizada, con la facilidad de que no involucra una dirección de correo electrónico. Actualmente existen varios agregadores; algunos de ellos pueden accederse en línea, otros se deben descargar e instalar para poder hacer uso de ellos, algunos son gratuitos y otros no.
Algunos de los servicios de páginas personales como Google, My Yahoo o My MSN tienen un agregador integrado -es así como información referente a noticias y clima son colocados como parte del contenido del usuario. Estas herramientas permiten personalizar la apariencia de tal forma que se pueden agregar fuentes web para seguir sus actualizaciones.
Otros agregadores en línea están enfocados a proveer solamente este servicio. Uno de los más populares agregadores en este momento es Bloglines, el cual es gratuito y de fácil uso. Es muy similar a Google Reader (descontinuado en 2013), ya que tiene un listado de los blogs favoritos del usuario que enumera los artículos no leídos.
Si se utiliza el navegador Mozilla Firefox, este funciona a su vez como agregador y se puede acceder a sus funciones mediante la Barra de Herramientas. La versión 7 de Internet Explorer también tiene integrada esta característica, al igual que Opera, que trae un lector integrado muy práctico. Microsoft Outlook se unió a la tendencia y también añade esta función. 
Finalmente, existen agregadores de escritorio, ejemplos de ellos son el Newsgator y el Feed Demon. Estos funcionan como programas de correo electrónico para las fuente web. En el caso de Mozilla Firefox se le pueden incorporar extensiones que funcionan de una forma similar.
Los archivos RSS o Atom, al igual que las páginas web, disponen de una dirección URL. Esta es la dirección que se debe incluir en el agregador de fuentes web para que pueda acceder a sus contenidos, los interprete y los muestre. Lo normal, es que una web o blog que difunda una fuente web, indique donde podemos obtener esa URL, mediante enlaces con el texto rss, Atom, o usando el icono de RSS: .

## Definición técnica
Una fuente web o web feed es un documento (a menudo basado en XML) el cual contiene referencias electrónicas a versiones extendidas. La prensa electrónica y weblogs o bitácoras recurren comúnmente a ellos, aunque las fuentes web también son empleadas para entregar información estructurada con respecto al tiempo meteorológico. Los dos principales formatos son RSS y Atom. A menudo el término RSS (Really Simple Syndication o Redifusión Realmente Simple) se usa erróneamente para referirse a fuente web, independientemente de que el formato de dicha fuente web sea RSS o Atom.
El término "publicar una fuente" y redifusión web son empleados para describir el modo en que una fuente web se agrega para recibir información. El contenido de una fuente web puede ser compartido y repartido fácilmente por otros sitios web.
Las fuentes web han sido diseñadas para ser entendidas fácilmente por máquinas más que entendidas fácilmente por humanos, lo cual llega a crear confusión la primera vez que una persona se enfrenta a ellos. Esto significa que una fuente web puede ser empleada para transferir información automáticamente desde una página web a otra, sin ninguna intervención humana.